# Zarza de Tajo
Zarza de Tajo é um município da Espanha na província de Cuenca, comunidade autónoma de Castilla-La Mancha, de área 45,70 km² com população de 369 habitantes (2007) e densidade populacional de 5,69 hab/km².

## Demografia
| Variação demográfica do município entre 1991 e 2004 | Variação demográfica do município entre 1991 e 2004 | Variação demográfica do município entre 1991 e 2004 | Variação demográfica do município entre 1991 e 2004 |
| --------------------------------------------------- | --------------------------------------------------- | --------------------------------------------------- | --------------------------------------------------- |
| 1991                                                | 1996                                                | 2001                                                | 2004                                                |
| 316                                                 | 278                                                 | 253                                                 | 260                                                 |